# Islas Crozet
Las islas Crozet (Francés: Îles Crozet y oficialmente Archipel Crozet) son un archipiélago subantártico compuesto por varias islas pequeñas, y situadas en la parte sur del océano Índico. Administrativamente, forman parte de los Territorios Australes Franceses.

## Geografía
El archipiélago está compuesto de seis islas, la mayor parte de ellas volcánicas, más un grupo de islotes y rocas formando un arco. La siguiente tabla lista las seis principales islas, ordenadas por la localización geográfica (de oeste a este):
| N.º | Isla (Español)                                                                          | Área (km²) | Altura máxima (m) | Máxima elevación     | Coordenadas                       |
| --- | --------------------------------------------------------------------------------------- | ---------- | ----------------- | -------------------- | --------------------------------- |
| 1   | Île aux Cochons (Isla de los Cerdos)                                                    | 67         | 770               | Mont Richard-Foy     | 46°06′S 50°14′E / -46.100, 50.233 |
| 2   | Brisants de l'Héroïne (Cachón de la Heroína) o Rochers de la Meurthe (Rocas de Meurthe) | 0          | 5                 |                      | 46°13′S 50°22′E / -46.217, 50.367 |
| 3   | Île des Pingouins (Isla de los Pingüinos)                                               | 3          | 340               | Mont des Manchots    | 46°27′S 50°23′E / -46.450, 50.383 |
| 4   | Îlots des Apôtres (Islotes de los Apóstoles)                                            | 2          | 289               | Mont Pierre          | 45°58′S 50°27′E / -45.967, 50.450 |
| 5   | Île de la Possession (Isla de la Posesión)                                              | 150        | 934               | Pic du Mascarin      | 46°24′S 51°46′E / -46.400, 51.767 |
| 6   | Île de l'Est (Isla del Este)                                                            | 130        | 1050              | Mont Marion-Dufresne | 46°26′S 52°18′E / -46.433, 52.300 |
|     | Îles Crozet (Islas Crozet)                                                              | 352        | 1050              | Mont Marion-Dufresne | 45°57' a 46°29'S 50°10' a 52°19'E |

Las islas Crozet están deshabitadas, excepto por la estación científica Alfred Faure (Puerto Alfred) en la cara este de la Île de la Possession, que lleva habitada desde 1963. Otras estaciones científicas estuvieron localizadas en La Grande Manchotière y La Petite Manchotière.

### Subgrupos
- Las islas 1 y 3 son conocidas comúnmente como L'Occidental (Grupo Occidental)
- La isla 2 es de hecho un grupo de dos rocas grandes situadas a 10 km al sur de Île aux Cochons
- La isla 4 es un grupo de tres islas, Grand Île (1.2 km²), Petite Île, Île Donjon, y nueve rocas con elevaciones de entre 15 y 122 m.
- Las islas 5 y 6 son conocidas como L'Oriental (Grupo Oriental).

Los grupos Oriental y Occidental están situados a 94.5 km del otro (desde Île des Pingouins a Île de la Possession).

## Geología
Análisis de las anomalías magnéticas de la plataforma marina indican que la Plataforma Crozet, de las cuales las islas son los puntos más altos, se formó hace 50 millones de años. Las islas son de origen volcánico. Se ha encontrado basalto de hace al menos 8.8 millones de años.

## Clima
Las Islas Crozet no son glaciales hoy en día. La precipitación media anual es de más 1780 mm. Llueve de media 173 días al año, y los vientos de más de 100 km/h ocurren 100 días al año. La temperatura puede subir hasta 18°C en verano, mientras que en invierno no es inusual que baje menos de 0 °C.
| Parámetros climáticos promedio de Alfred Faure, Islas Crozet (1981–2010) | Parámetros climáticos promedio de Alfred Faure, Islas Crozet (1981–2010) | Parámetros climáticos promedio de Alfred Faure, Islas Crozet (1981–2010) | Parámetros climáticos promedio de Alfred Faure, Islas Crozet (1981–2010) | Parámetros climáticos promedio de Alfred Faure, Islas Crozet (1981–2010) | Parámetros climáticos promedio de Alfred Faure, Islas Crozet (1981–2010) | Parámetros climáticos promedio de Alfred Faure, Islas Crozet (1981–2010) | Parámetros climáticos promedio de Alfred Faure, Islas Crozet (1981–2010) | Parámetros climáticos promedio de Alfred Faure, Islas Crozet (1981–2010) | Parámetros climáticos promedio de Alfred Faure, Islas Crozet (1981–2010) | Parámetros climáticos promedio de Alfred Faure, Islas Crozet (1981–2010) | Parámetros climáticos promedio de Alfred Faure, Islas Crozet (1981–2010) | Parámetros climáticos promedio de Alfred Faure, Islas Crozet (1981–2010) | Parámetros climáticos promedio de Alfred Faure, Islas Crozet (1981–2010) |
| Mes                                                                      | Ene.                                                                     | Feb.                                                                     | Mar.                                                                     | Abr.                                                                     | May.                                                                     | Jun.                                                                     | Jul.                                                                     | Ago.                                                                     | Sep.                                                                     | Oct.                                                                     | Nov.                                                                     | Dic.                                                                     | Anual                                                                    |
| ------------------------------------------------------------------------ | ------------------------------------------------------------------------ | ------------------------------------------------------------------------ | ------------------------------------------------------------------------ | ------------------------------------------------------------------------ | ------------------------------------------------------------------------ | ------------------------------------------------------------------------ | ------------------------------------------------------------------------ | ------------------------------------------------------------------------ | ------------------------------------------------------------------------ | ------------------------------------------------------------------------ | ------------------------------------------------------------------------ | ------------------------------------------------------------------------ | ------------------------------------------------------------------------ |
| Temp. máx. abs. (°C)                                                     | 22.4                                                                     | 21.7                                                                     | 21.2                                                                     | 19.7                                                                     | 16.5                                                                     | 16.0                                                                     | 14.9                                                                     | 16.4                                                                     | 15.4                                                                     | 17.5                                                                     | 19.7                                                                     | 20.7                                                                     | 22.4                                                                     |
| Temp. máx. media (°C)                                                    | 10.4                                                                     | 11.0                                                                     | 10.1                                                                     | 9.1                                                                      | 7.2                                                                      | 6.1                                                                      | 6.0                                                                      | 5.4                                                                      | 5.8                                                                      | 6.8                                                                      | 7.8                                                                      | 9.2                                                                      | 7.9                                                                      |
| Temp. media (°C)                                                         | 7.5                                                                      | 8.1                                                                      | 7.4                                                                      | 6.5                                                                      | 4.9                                                                      | 3.8                                                                      | 3.7                                                                      | 3.2                                                                      | 3.3                                                                      | 4.1                                                                      | 5.0                                                                      | 6.3                                                                      | 5.3                                                                      |
| Temp. mín. media (°C)                                                    | 4.5                                                                      | 5.2                                                                      | 4.8                                                                      | 3.9                                                                      | 2.5                                                                      | 1.5                                                                      | 1.4                                                                      | 0.9                                                                      | 0.8                                                                      | 1.3                                                                      | 2.3                                                                      | 3.3                                                                      | 2.7                                                                      |
| Temp. mín. abs. (°C)                                                     | 0.0                                                                      | 0.7                                                                      | −0.4                                                                     | -1.7                                                                     | -2.5                                                                     | -3.7                                                                     | -5.0                                                                     | -4.7                                                                     | -6.6                                                                     | -3.9                                                                     | -2.8                                                                     | −1.9                                                                     | −6.6                                                                     |
| Precipitación total (mm)                                                 | 127.8                                                                    | 129.1                                                                    | 146.2                                                                    | 160.2                                                                    | 186.2                                                                    | 131.7                                                                    | 139.2                                                                    | 157.3                                                                    | 163.6                                                                    | 156.2                                                                    | 147.9                                                                    | 142.0                                                                    | 1782.5                                                                   |
| Días de precipitaciones (≥ 1.0 mm)                                       | 12.97                                                                    | 11.64                                                                    | 13.37                                                                    | 15.89                                                                    | 16.54                                                                    | 14.85                                                                    | 15.81                                                                    | 16.04                                                                    | 14.75                                                                    | 13.86                                                                    | 12.92                                                                    | 14.88                                                                    | 172.91                                                                   |
| Horas de sol                                                             | 96.6                                                                     | 74.7                                                                     | 65.4                                                                     | 10.9                                                                     | 17.1                                                                     | 14.8                                                                     | 30.8                                                                     | 41.9                                                                     | 46.1                                                                     | 62.1                                                                     | 80.1                                                                     | 63.2                                                                     | 600.4                                                                    |
| Fuente: Meteo climat                                                     |                                                                          |                                                                          |                                                                          |                                                                          |                                                                          |                                                                          |                                                                          |                                                                          |                                                                          |                                                                          |                                                                          |                                                                          |                                                                          |

## Historia
Las islas Crozet fueron descubiertas en la expedición de Marc-Joseph Marion du Fresne, un explorador francés que paró el 24 de enero de 1772 en Île de la Possession, tomando posesión del archipiélago para Francia. El nombre de las islas proviene de su segundo de a bordo, Jules Crozet. (Marion había nombrado isla de Marion anteriormente...)
Al principio del siglo XIX las islas eran visitadas frecuentemente por cazadores de focas, al punto que las focas fueron prácticamente exterminadas en 1835. Después de esto, la caza de ballenas fue la actividad más común en las islas, especialmente por parte de balleneros de Massachusetts.
Los hundimientos de barcos han sido frecuentes en las islas Crozet. El barco cazador de focas británico Princess of Wales se hundió en 1821, y los supervivientes pasaron dos años en las islas. En 1887 el buque francés Tamaris se hundió en la Île des Cochons. Los supervivientes ataron una nota en la pata de un petrel gigante, el cual fue encontrado siete meses más tarde en Fremantle. Desafortunadamente, la tripulación nunca fue encontrada. Dado que los hundimientos de barcos alrededor de las islas eran muy comunes, la Armada Real británica enviaba un barco cada cierto número de años en busca de supervivientes.
Originalmente, Francia administró las islas como una dependencia de Madagascar. En 1955 fueron transferidas a la jurisdicción de los Territorios Australes Franceses. En 1961 se estableció la primera estación científica, y en 1963 la estación permanente Albert Faure, en Puerto Albert en Île de la Possession (Albert Faure fue el primer director de la estación). La estación está habitada por entre 18 y 30 personas, dependiendo de la estación. Se lleva a cabo investigación meteorológica, biológica y geológica, y se mantiene un sismógrafo.

## Biología
Las islas Crozet se consideran un paraíso natural. Se pueden encontrar cuatro especies de pingüinos. El más común es el pingüino Macaroni, con unos 2 millones de parejas, y el pingüino rey. También hay pingüinos rockhopper y una pequeña colonia de pingüino papúa. También hay una gran variedad de pinnípedos, entre los que destacan los elefantes marinos del hemisferio sur. En el mar habitan las orcas mejor estudiadas en el océano Índico y algunos cachalotes.

## Listado total de islas, islotes y rocas
- - L'Occidental (Grupo Occidental)
    - Île aux Cochons (Isla de los cerdos) (46°06′S 50°14′E / -46.100, 50.233)
    - Las dos rocas mayores:
      - Brisants de l'Héroïne (Rompientes de la Heroína)
      - Rochers de la Meurthe (Rocas de la Meurthe) (46°13′S 50°22′E / -46.217, 50.367)

    - Île des Pingouins (Isla de los Pingüinos) (46°27′S 50°23′E / -46.450, 50.383)
      - Brisant du Tamaris
      - la Chandelle
      - les Chaudrons de l'Enfer
      - Île Riou
      - le Kiosque
      - Rocher de l'Arche

    - Îlots des Apôtres (Islotes de los Apóstoles) (45°58′S 50°27′E / -45.967, 50.450)
      - le Caillou
      - le Clown
      - le Donjon
      - l'Enclume
      - la Grande Aiguille
      - Grand Île (las islas mayores de los Îlots des Apôtres)
      - le Hangar
      - les Jumeaux
      - l'Obélisque
      - Rocher Percé
      - la Petite Aiguille
      - Petite Île (la segunda isla en tamaño de los Îlots des Apôtres)
      - Rocher Fendu
      - Rocher Nord (la tercera isla en tamaño de los Îlots des Apôtres)
      - Rocher Sud
      - les Sentinelles du Diable
      - la Sentinelle Perdue
      - le Torpilleur

  - L'Oriental (Grupo Oriental)
    - Île de la Possession (46°24′S 51°46′E / -46.400, 51.767)
      - Roche Carrée
      - Roche Debout
      - Rochers des Moines
      - Roche Percée
      - Rocher Pyramidal
      - Rochers de la "Fortune"

    - Île de l'Est (46°26′S 52°18′E / -46.433, 52.300)
      - la Voile (pequeña roca al sur de la Île de l'Est)